# August von Augustin
August Freiherr von Augustin, avstrijski general, * 27. junij 1843, † 6. marec 1921.

## Življenjepis
1. oktobra 1901 je bil ob upokojitvi povišan v častnega generalmajorja.

## Pregled vojaške kariere
Napredovanja
- naslovni generalmajor: 1. oktober 1901